# Château de Montréal (Peyrehorade)
Pour les articles homonymes, voir Château de Montréal.
Le château de Montréal, également dénommé château d'Orthe, se situe sur la commune de Peyrehorade, dans le département français des Landes. Il est inscrit aux monuments historiques par arrêtés du 24 janvier 1947 et du 15 juin 2012.

## Historique
Sur son emplacement se dressait une fortification du XIIIe siècle qui fut détruite vers 1515, et qui avait pour fonction de contrôler le trafic fluvial sur les « Gaves réunis ».
Le château actuel, ancienne résidence des vicomtes du pays d'Orthe, fut successivement un hôpital militaire, un couvent et un collège technique. C'est aujourd'hui l'hôtel de Ville de Peyrehorade.

## Description
Aux quatre coins de cet édifice du XVIe siècle se trouvent de robustes tours rondes. 

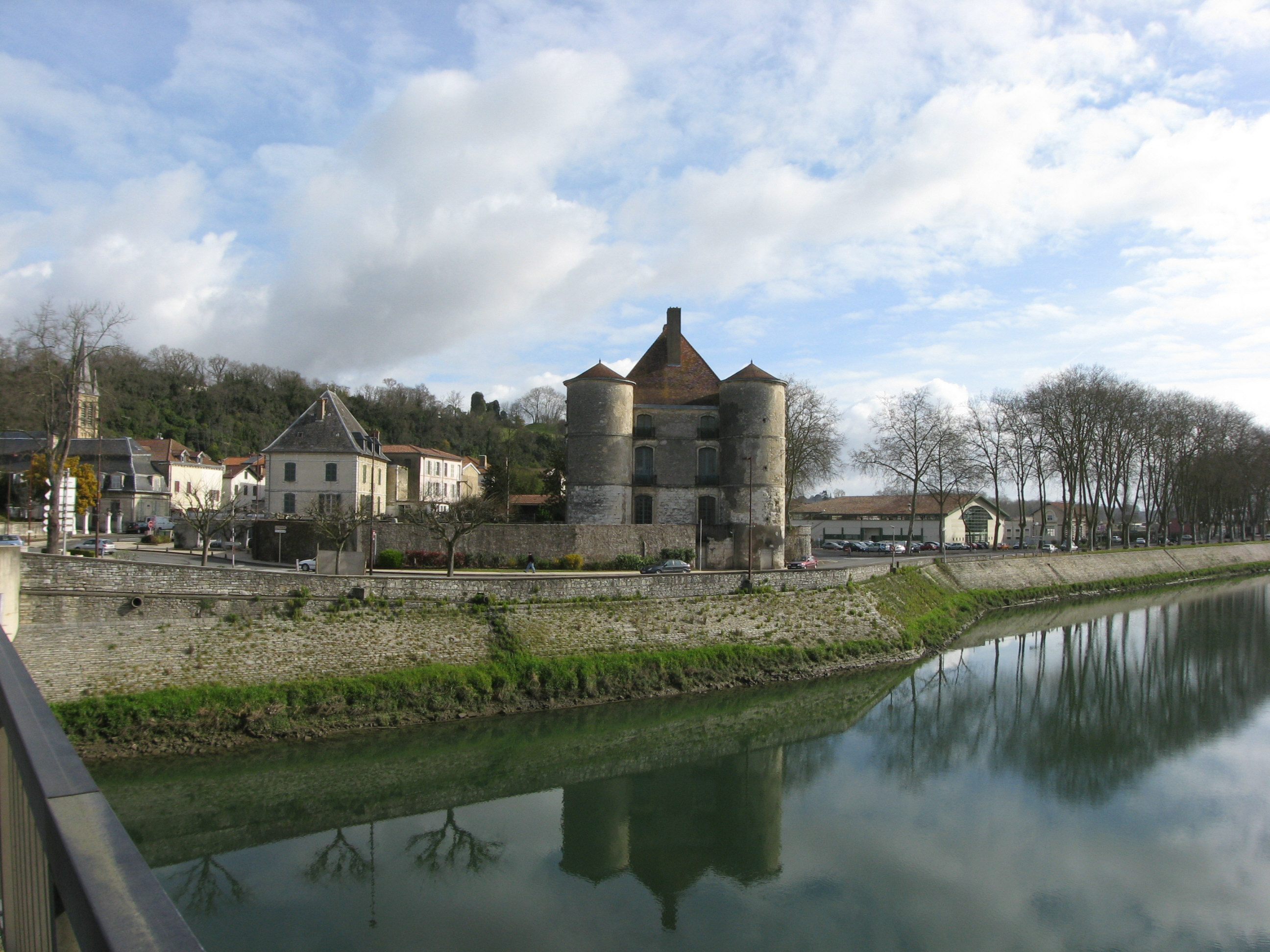
Le château au pied des gaves réunis.
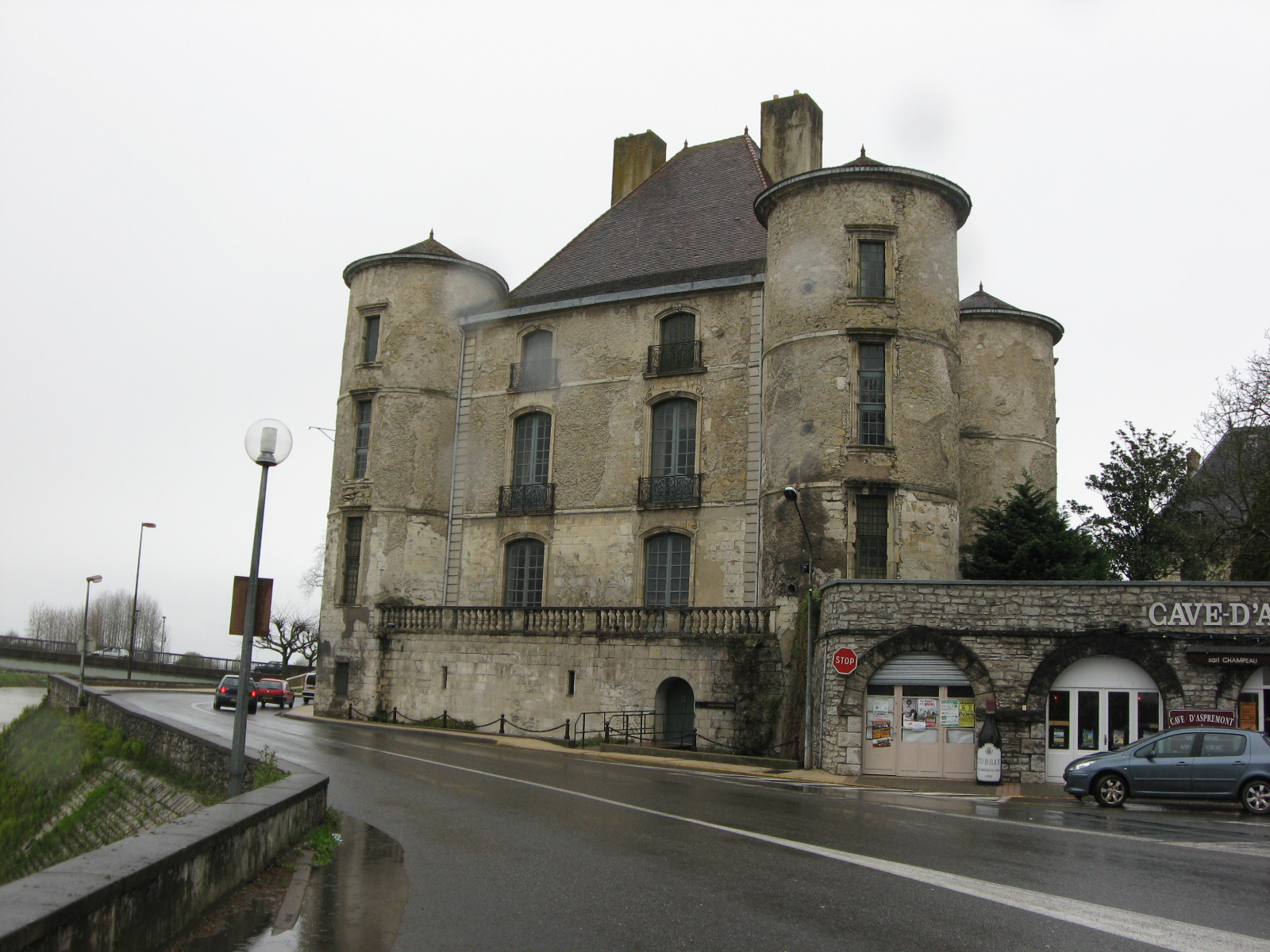
Vue d'angle depuis la route.